# Gerard Clyde Rowe
Gerard Clyde Rowe (* 1949 in Bathurst) ist ein australischer Rechtswissenschaftler.

## Leben
Er war von 1977 bis 1995 Professor für Rechtswissenschaft, Fachbereich Rechtswissenschaft der University of New South Wales. Er war Professor für Öffentliches Recht, Verwaltungsrecht, Umweltrecht, Kommunalrecht, Rechtsvergleichung und ökonomische Analyse des Rechts an der Europa-Universität Viadrina.

## Schriften (Auswahl)
- mit Helmut Rittstieg: Einwanderung als gesellschaftliche Herausforderung. Inhalt und rechtliche Grundlagen einer neuen Politik; eine Untersuchung im Auftrag des Amtes für multikulturelle Angelegenheiten der Stadt Frankfurt am Main. Baden-Baden 1992, ISBN 3-7890-2704-9.
- mit Ross Ramsay: Environmental law and policy in Australia. Text and material. Sydney 1995, ISBN 0-409-30682-7.
- mit Herwig C. H. Hofmann und Alexander H. Türk: Administrative law and policy of the European Union. Oxford 2011, ISBN 978-0-19-928648-5.
- mit Timm Beichelt, Bożena Chołuj und Hans-Jürgen Wagener (Hrsg.): Europa-Studien. Eine Einführung. Wiesbaden 2013, ISBN 3-531-19863-7.